# یواس‌سی‌جی‌سی وینه‌بگو (دبلیواچ‌ئی‌سی-۴۰)
یواس‌سی‌جی‌سی وینه‌بگو (دبلیواچ‌ئی‌سی-۴۰) (به انگلیسی: USCGC Winnebago (WHEC-40)) یک کشتی بود که طول آن 254 feet oa; 245 feet bp. بود.